# Sawyun
Cette page contient des caractères spéciaux ou non latins. S’ils s’affichent mal (▯, ?, etc.), consultez la page d’aide Unicode.
Athinhkaya Sawyun (birman အသင်္ခယာ စောယွမ်း, ʔəθɪ̀ɴ kʰəjà sɔ́ jʊ́ɴ ; vers 1300–1327) est le fondateur du Royaume de Sagaing, situé dans l'actuelle Région de Sagaing, en Birmanie (République de l'Union du Myanmar). Fils aîné du roi Thihathu (du Royaume de Pinya, Sawyun fonda à 15 ans un royaume rival de celui de son père, qui lui avait préféré en 1315 comme prince héritier son fils adoptif Uzana I, fils du défunt roi de Pagan Kyawswa. Sawyun resta formellement loyal à son père et continua à lui prêter allégeance, mais il régna de facto en roi. Thihathu, déjà âgé, ne put pas remédier à cette situation.
Sawyun régna jusqu'à sa mort, en février 1327, à 27 ans, deux ans après son père. Après leur mort à tous deux, les royaumes de Sagaing et Pinya furent rivaux pendant les quarante années suivantes pour le contrôle de la Haute-Birmanie. Sawyun avait quatre enfants, une fille, Soe Min Kodawgyi, et trois garçons Kyaswa, Nawrahta Minye et Tarabya II, qui furent tous rois de Sagaing. Sa fille fut la mère de Thadominbya, fondateur du Royaume d'Ava.

## Ethnicité
Thihathu, père de Sawyun, était de père shan et de mère birmane, et sa mère Yadanabon était une fille du chef du village shan de Linyin vers l'année 1300. Sawyun était donc aux trois-quarts Shan et un quart Birman.

## Règne
Sawyun est décrit dans les chroniques birmanes comme puissant, aimable et populaire. Il modifia l'organisation militaire birmane en créant en 1318 un type de régiment appelé « Sagaing Taungthan », qui subsista jusqu'à la fin de la monarchie birmane en 1885, et neuf escadrons de cavalerie,.
| Nom d'escadron  | Force |
| --------------- | ----- |
| Tamakha Myin    | 150   |
| Pyansi Myin     | 150   |
| Ywadawmhu Myin  | 150   |
| Letywagyi Myin  | 150   |
| Letywange Myin  | 70    |
| Chaungthin Myin | 50    |
| Myinthigyi Myin | 50    |
| Hkatlon Myin    | 30    |
| Sawput          | 30    |

Sawyun mourut à Sagaing en mai 1323 et son demi-frère maternel Tarabya I lui succéda sur le trône.